# Берізко-Чечельницька сільська рада
| Берізко-Чечельницька сільська рада — колишній орган місцевого самоврядування у Чечельницькому районі Вінницької області з адміністративним центром у с. Берізки-Чечельницькі. Сільській раді були підпорядковані населені пункти: - с. Берізки-Чечельницькі |

## Склад ради
Рада складалася з 14 депутатів та голови.

## Керівний склад сільської ради
| ПІБ                            | Основні відомості                                                         | Дата обрання | Дата звільнення |
| ------------------------------ | ------------------------------------------------------------------------- | ------------ | --------------- |
| Мащенко Григорій Михайлович    | Сільський голова, 1962 року народження, вища освіта, безпартійний         | 26.03.2006   | 31.10.2010      |
| Гричулевич Лідія Володимирівна | Сільський голова, 1958 року народження, освіта вища, член Партії регіонів | 31.10.2010   | 25.10.2015      |

Примітка: таблиця складена за даними джерела